# 鸬鸟镇
鸬鸟镇，中国浙江省杭州市余杭区下辖的一个镇。全镇总面积72平方公里，总人口1.2万人。该镇得名于域内的鸬鸟山，该山得名于其类似鸬鸟的外形。

## 辖区
鸬鸟镇下辖以下地区：
秀山社区、前庄村、太公堂村、仙佰坑村、雅城村、太平山村和山沟沟村。